# Дворец Огинских (Витебск)
Дворец Огинских в Витебске (бел. Палац Агінскіх у Віцебску) — утраченная деревянная усадьба князей Огинских, находившиеся в Витебском нижнем замке.

## История
Единственная известная усадьба Огинских, существовавшая в Витебском воеводстве в XVII веке. Здание являлось деревянным дворцовым сооружением с элементами готики и ренессанса. Во дворце жили представители не менее четырёх поколений семьи Огинских, потомков тиуна трокского Самуила Льва Огинского.
Свидетельством существования в Витебске респектабельной магнатской резиденции Огинских являются сведения о деятельности инструментальной капеллы воеводы витебского Мартиана Михаила Огинского, которая, по данным газеты «Kurier Polski», обслуживала семейные и общественные торжества.
В 1730 году капелла играла на приёме, устроенном по случаю назначения князя Мартиана Огинского на должность воеводы витебского; в августе 1731 года — на празднике введения иконы св. Иосифа в Витебской иезуитской церкви; в 1742 году — на приёме по случаю получения ордена Белого Орла воеводским сыном Станиславом; в 1744 году — на свадьбе дочери Марианны.
Витебский дворец Огинских был разрушен к концу XVIII века. В первом десятилетии XIX века рядом с ним или возможно частично на фундаменте бывшей усадьбы было возведено каменное здание иезуитской школы.